# Euleia
Euleia es un género de moscas tefrítidas o moscas de la fruta de la familia Tephritidae. Cryptaciura se considera sinónimo de Euleia.

## Lista de especies
- Euleia acrotoxa
- Euleia basihyalina
- Euleia contemnens
- Euleia esakii
- Euleia fratria (Loew, 1862)
- Euleia fucosa
- Euleia heraclei (Linnaeus, 1758)
- Euleia incerta
- Euleia inconspicua
- Euleia kovalevi (Korneyev, 1991)
- Euleia latipennis
- Euleia lucens
- Euleia marmorea (Fabricius, 1805)
- Euleia nemorivaga
- Euleia nigriceps
- Euleia odnosumi (Korneyev, 1991)
- Euleia rotundiventris (Fallen, 1814)
- Euleia scorpioides (Richter & Kandybina, 1981)
- Euleia separata (Becker, 1908)
- Euleia setibasis Hering, 1953
- Euleia uncinata (Coquillett, 1899)
- Euleia unifasciata (Blanc & Foote, 1961)